# Tönissteiner-Colnago (wielerploeg)/2000
Deze pagina geeft een overzicht van de Tönissteiner-Colnago-wielerploeg in 2000.

## Algemene gegevens
Sponsor: Colnago, Tönissteiner
Algemeen manager: Gérard Bulens
Ploegleiders: Willy Geukens, Denis Gonzales
Fietsmerk: Colnago

## Renners
| Naam                          | Geboortedatum | Nationaliteit    | Ploeg 1999                          |
| ----------------------------- | ------------- | ---------------- | ----------------------------------- |
| Pauly Burke                   | 03-02-1974    | Verenigde Staten | Ipso-Euroclean                      |
| Marc Chanoine                 | 01-10-1975    | België           | Geen ploeg                          |
| Bjorn Cornelissen             | 03-06-1976    | Nederland        | Neo                                 |
| Nicolas Coudray               | 03-06-1967    | Zwitserland      |                                     |
| Gunther Cuylits               | 18-12-1974    | België           | Neo                                 |
| Davy Delme                    | 16-11-1972    | België           |                                     |
| Tom Desmet                    | 29-11-1969    | België           | Collstrop-De Federale Verzekeringen |
| Niclas Ekström                | 15-12-1976    | Zweden           |                                     |
| Jonas Emmanuelson             | 25-04-1973    | Zweden           | Neo                                 |
| Morgan Fox                    | 19-02-1974    | Ierland          |                                     |
| Kees Hopmans                  | 31-10-1964    | Nederland        |                                     |
| Jeff Louder                   | 08-12-1977    | Verenigde Staten | Neo                                 |
| Masahiko Mifune               | 08-01-1969    | Japan            |                                     |
| Jan Poppe                     | 11-08-1970    | België           | Ipso-Euroclean                      |
| Bert Roesems                  | 14-10-1972    | België           |                                     |
| Kurt Van Landeghem            | 29-05-1972    | België           | Neo                                 |
| Michel Vanhaecke              | 24-09-1971    | België           |                                     |
| Stagiairs (vanaf 1 september) |               |                  |                                     |
| Bert De Waele                 | 21-07-1975    | België           |                                     |
| Tim Meeusen                   | 07-11-1977    | België           |                                     |
| Chris Pollin                  | 01-03-1976    | België           |                                     |

## Belangrijke overwinningen
| Ronde van de Somme 3e etappe: Michel Vanhaecke Dwars door Gendringen Winnaar: Kees Hopmans GP Zottegem-Dr. Tistaertprijs Winnaar: Michel Vanhaecke Druivenkoers Overijse Winnaar: Michel Vanhaecke |

1992 · 1993 · 1994 · 1995 · 1996 · 1997 · 1998 · 1999 · 2000 · 2001 · 2002 · 2003 · 2004 · 2005 · 2006 · 2007 · 2008 · 2009 · 2010 · 2011 · 2012 · 2013 · 2014